# Megaelosia
Megaelosia là một chi động vật lưỡng cư trong họ Hylodidae, thuộc bộ Anura. Chi này có 6 loài và 17% bị đe dọa hoặc tuyệt chủng.

## Danh sách loài
- Megaelosia apuana Pombal, Prado & Canedo, 2003
- Megaelosia bocainensis Giaretta, Bokermann & Haddad, 1993
- Megaelosia boticariana Giaretta & Aguiar, 1998
- Megaelosia goeldii (Baumann, 1912)
- Megaelosia jordanensis (Heyer, 1983)
- Megaelosia lutzae Izecksohn & Gouvêa, 1987
- Megaelosia massarti (De Witte, 1930)

## Hình ảnh

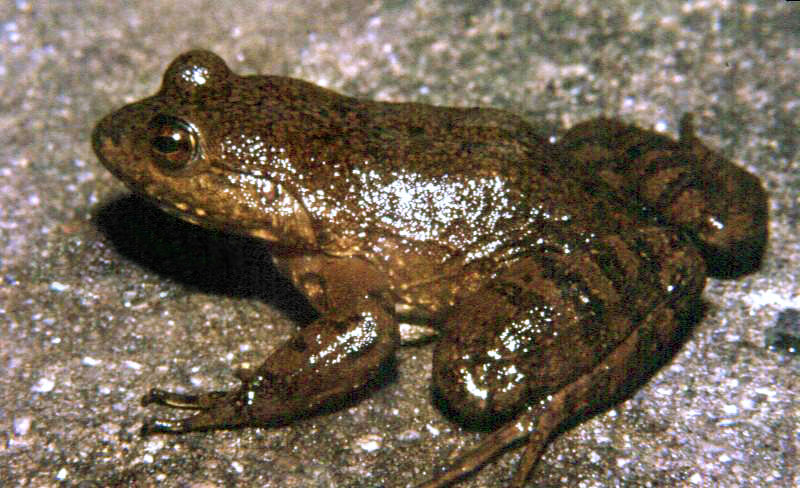